# Stygionympha dicksoni
Stygionympha dicksoni är en fjärilsart som beskrevs av Riley 1938. Stygionympha dicksoni ingår i släktet Stygionympha och familjen praktfjärilar. Inga underarter finns listade i Catalogue of Life.